# کومی ناکادا
کومی ناکادا (انگلیسی: Kumi Nakada؛ زادهٔ ۳ september ۱۹۶۵ (۵۹ سال)) ورزشکار والیبال اهل ژاپن است.
وی در مسابقات کشوری و بین‌المللی در مجموع برندهٔ ۱ مدال برنز شده‌است.